# Emotività degli animali
Per emotività degli animali si intende una concezione delle emozioni non più come riferibile a un comportamento irrazionale  ma come reazione intelligente relativa alle caratteristiche percepite di una determinata azione di modo che essa entri a far parte del pensiero etico e non venga più concepita come una reazione collegata all'istinto.
In questo senso un parallelismo tra la vita emozionale animale e quella umana veniva già rilevato da Aristotele:
Una concezione questa ripresa da Charles Darwin che osservava come nella maggior parte degli animali si trovano tracce di stati psicologici comuni all’essere umano:
Nella prefazione del libro di Darwin "L'espressione delle emozioni nell'uomo e negli animali" (1872) , il  biologo, etologo e docente statunitense Marc Bekoff (1945 – vivente) scriveva:
 Lo psicologo americano Paul Ekman ha parzialmente confermato questa concezione dell'emotività degli animali  sostenendo che una caratteristica importante delle emozioni fondamentali è realmente data dal fatto che vengono espresse universalmente, cioè da tutti in qualsiasi luogo, tempo e cultura attraverso modalità simili . Ma «Darwin era convinto che le emozioni e le loro espressioni non fossero esclusive degli esseri umani, e cercava di convincere di questo anche i suoi lettori». Invero, aggiunge Ekman: «Oggi, fra coloro che studiano il comportamento degli animali, non c'è consenso sull'opportunità o meno di considerare le espressioni come segni delle emozioni legate a modificazioni fisiologiche interne.» 
Un'ulteriore critica delle teorie di Darwin riguarda il modo di provare le sue argomentazioni attraverso innumerevoli esempi che si sono in seguito rivelati erroneamente interpretati. In conclusione per Ekman:
Coloro che negano del tutto l'emotività animale sostengono che le emozioni degli animali non-umani sono reazioni istintive, dovute  a un comportamento ripetuto e abituale relativo a qualcosa che desiderano o che dà loro fastidio o dolore. Le vere emozioni sono solo nostre poiché implicano autocoscienza e un livello di sensibilità che gli animali non hanno. Se si vuole attribuire irrazionalità alle emozioni animali c'è da osservare che anche le emozioni umane sono spesso giudicate di una tale irrazionalità da alterare o spegnere ogni nostra razionalità di comportamento, quella, cioè, che in fondo contraddistingue l'essere umano. Troppo poco sappiamo ancora delle emozioni umane per attribuirle anche agli animali non umani. 